# Kolowrat-Sudhaus

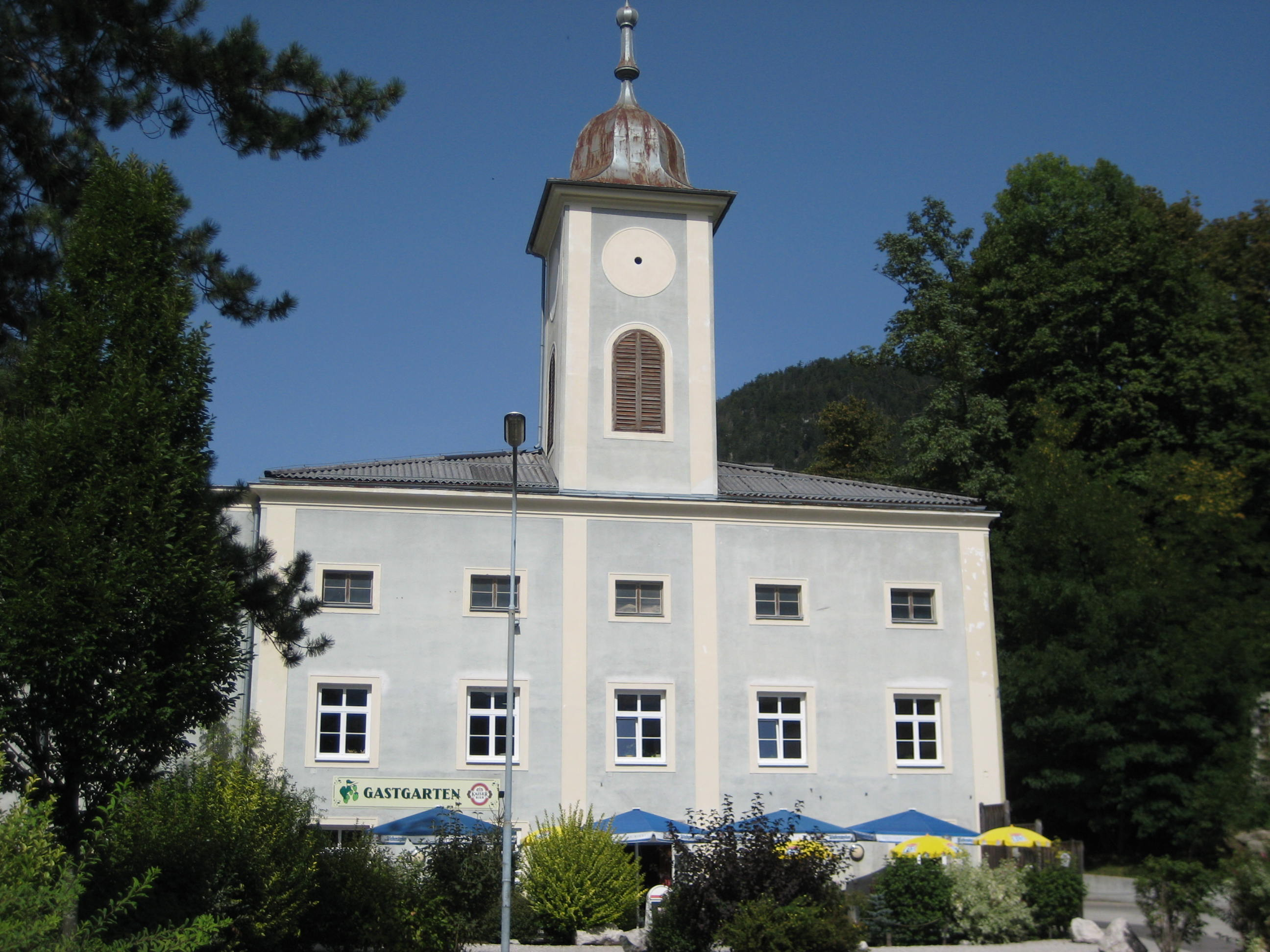
Das Sudhaus in Bad Ischl

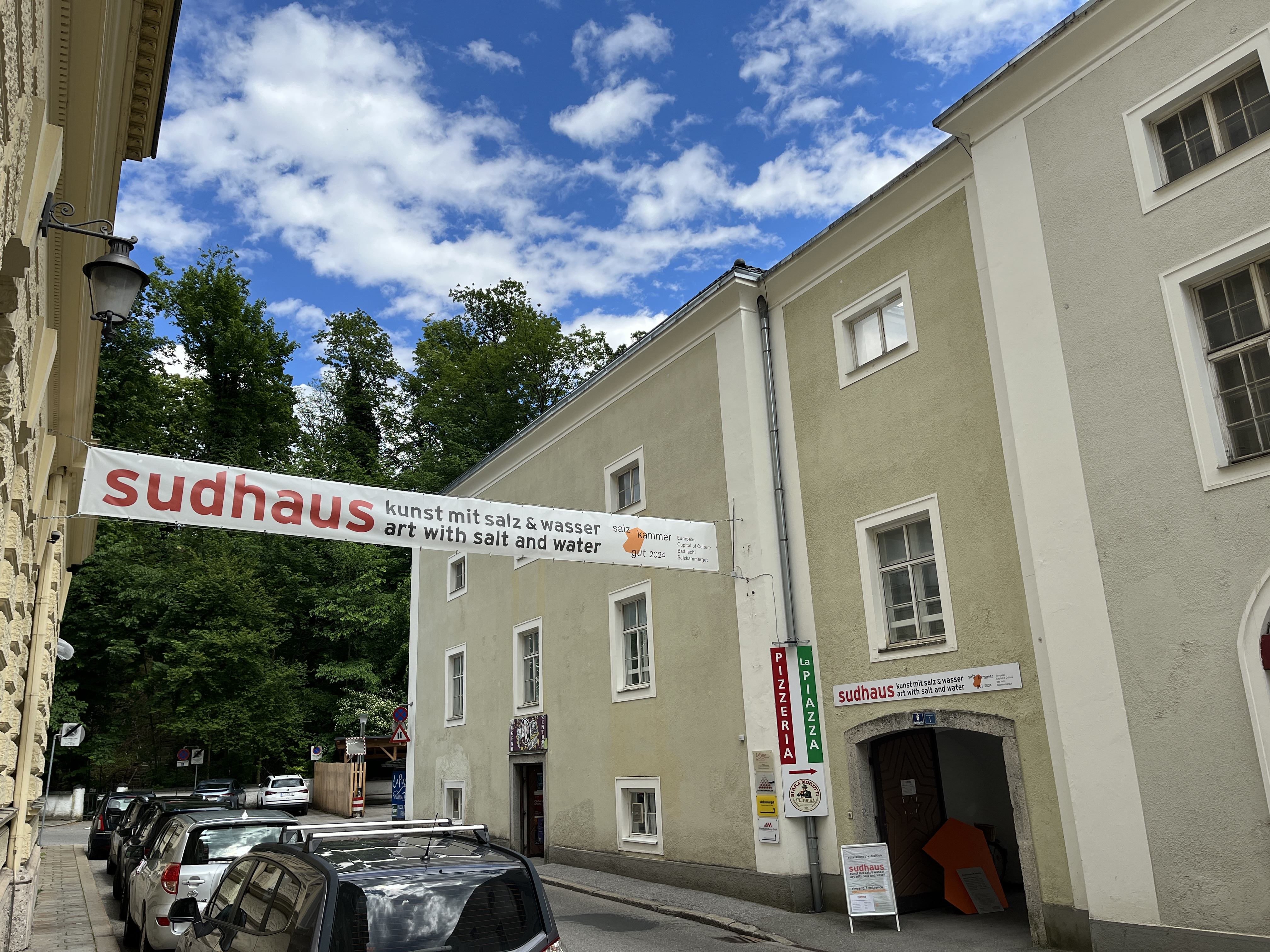
Eingang zur Ausstellung „kunst mit salz und wasser“ im Sudhaus im Kulturhauptstadtjahr 2024

Das Kolowrat-Sudhaus in Bad Ischl ist ein von 1826 bis 1835 erbautes und bis 1965 betriebenes Salinengebäude (Sudhaus) im oberösterreichischen Salzkammergut, das unter Denkmalschutz steht (Listeneintrag).
Seit Abbruch des Metternich-Lobkowitz-Werks in Ebensee und des Sudhauses in Hallstatt stellt das Kolowrat-Sudhaus in Bad Ischl das letzte erhaltene Pfann- oder Sudhaus im oberösterreichischen Salzkammergut dar.

## Bezeichnung
Der Name Kolowrat-Sudhaus geht auf Minister Franz Anton von Kolowrat-Liebsteinsky zurück, der gerne in Bad Ischl weilte.

## Geschichte

### Baugeschichte
Das 1571 errichtete Sudhaus in Ischl war bis zu Beginn des 19. Jahrhunderts in der Lage, die am Ischler Salzberg gewonnene Sole weiterzuverarbeiten. Dieser Umstand beruhte auf der weit hinter den gehegten Erwartungen zurückbleibenden Soleausbeute, außerdem ließ der beschränkte Holzanfall der umliegenden Forste den Betrieb einer zweiten Pfanne nicht zu. Erst die Auffahrung der unteren Horizonte im Pernecker Salzbergbau und der signifikant höhere Wirkungsgrad der erprobten Tiroler Doppelpfanne veranlassten die Hofkammer, ein von der Funktionsweise her dem Ebenseer Pfannhaus ähnliches Sudwerk in Ischl zu errichten.
Nach dem Erwerb des Grundstücks im Jahr 1826 schritten die Bauarbeiten nur langsam voran, erst 1829 war der Rohbau fertiggestellt. 1831 kam es in Hinblick auf technische Verbesserungen der Sudanlage zu einer Abänderung des ursprünglichen Bauvorhabens. Schließlich konnte das neue Sudhaus, das sogenannte Tiroler Werk, 1833 in Betrieb genommen werden. Nun war es möglich, die alte Pfanne kaltzustellen und abzutragen. Unter der Leitung des Ischler Verwesers Karl von Plentzner wurde noch im selben Jahr mit dem Neubau eines zweiten Sudwerks sowie eines Dörrhauses und eines Salzmagazins begonnen. Damit konnte eine für den künftigen Betrieb vorteilhafte Gesamtdisposition der Anlage geschaffen werden. Ein nach Fertigstellung der zweiten Pfanne, des Kolowrat-Werks, im Juni 1835 durchgeführter Probesud entsprach den hohen Erwartungen. Der technischen Entwicklung entsprechend wurde die neue Produktionsstätte laufend modernisiert, so erfolgte 1841 ein Umbau und wurde 1845 ein neuer Pfannofen eingebaut. 1847 lieferte der Wiener Mechaniker Fletscher eine Solepumpe, eine Aufzuganlage sowie eine hängende und eine liegende Eisen-Bahn zum Transport der Füderl in das Magazin und von dort weiter zu dem Ausländeplatz an der Traun. An Stelle des Tiroler-Werks wurde 1877 das Franz Karl-Sudhaus errichtet, dessen Pfanne mit Braunkohlengas befeuert wurde. Im Zuge der Renovierungsarbeiten 1912 wurden beide Pfannen abgetragen und erneuert.
Schließlich erfolgte in den Jahren 1951 bis 1953 der vollständige Neubau des Pfannentrakts, wobei die ursprüngliche Nordfassade erhalten blieb. 1954 konnte die Produktion auf zwei neuen Pfannen wieder in Betrieb genommen werden, die aber bereits 1965 endgültig kaltgestellt wurden. In der Folge kam es zu der Demontage der Einrichtungen des Sudhauses, das danach als Gewerbehof diente.

### Weitere Verwendung
Die Ausstellung „Sudhaus – Kunst mit Salz und Wasser“ ist ein zentrales Elemant im Rahmen der „Kulturhauptstadt Europas Bad Ischl Salzkammergut 2024“.

## Beschreibung

### Baubeschreibung
Vom Gebäude, das in den 1830er-Jahren errichtet wurde, sind vor allem der östliche Trakt mit dem Ost-Turm und ein Teil der Nordfassade erhalten geblieben.
Über einer annähernd quadratischen Grundfläche erhebt sich der breit gelagerte, zweigeschoßige Baukörper, der einen schmalen Hof einschließt. Das Zentrum der Anlage bildet der Pfannentrakt, an dessen Mittelachse die zwei Pfannen zu einer Doppelpfanne verbunden waren. Östlich schließen an den Pfannentrakt der ehemalige Werkstättenbereich und die Solestuben an. Das ursprünglich auch westlich des Pfannentrakts vorhandene bauliche Gegenstück beherbergte das Salzmagazin; es wurde 1967 demoliert. Die nach Süden, zur Traun weisende Schaufassade des Objekts widerspiegelt die Gliederung der Bauteile.
Über dem Baukörper des Werkstättentrakts sitzt ein schlanker, im Querschnitt quadratischer Turm, der von einem geschwungenen Helm abgeschlossen wird. (Der baugleiche Westturm wurde in den 1960er-Jahren abgerissen.)

### Technische Beschreibung
Die Wände des Objekts bestehen größtenteils aus Vollziegelmauerwerk, im Fundament- und Sockelbereich der Kernsubstanz findet sich Kalkstein-Quadermauerwerk. Für die stark beanspruchten Bauteile im Bereich der Pfanne wurde seit Beginn des 20. Jahrhunderts in zunehmendem Maße Beton eingesetzt. Die ursprünglichen Dippelbaumdecken wurden teilweise durch Stahlbetondecken ersetzt, beziehungsweise wurden solche nach 1965 zusätzlich eingezogen. Zwischen 1951 und 1953 wurde die ursprüngliche Grabendachkonstruktion durch Walmdächer ersetzt, welche mit Welleternit gedeckt sind.